# مارتا راندال
مارتا راندال (به انگلیسی: Martha Randall) (زادهٔ ۱۲ ژوئن ۱۹۴۸) شناگر اهل ایالات متحده آمریکا است.